# Wimperblättriger Lauch
Der Wimperblättrige Lauch (Allium subhirsutum) ist eine Pflanzenart aus der Gattung Lauch (Allium) in der Unterfamilie der Lauchgewächse (Allioideae) innerhalb der Pflanzenfamilie der Amaryllisgewächse (Amaryllidaceae). Er ist im Mittelmeerraum verbreitet und wird selten als Zierpflanze verwendet.

## Beschreibung

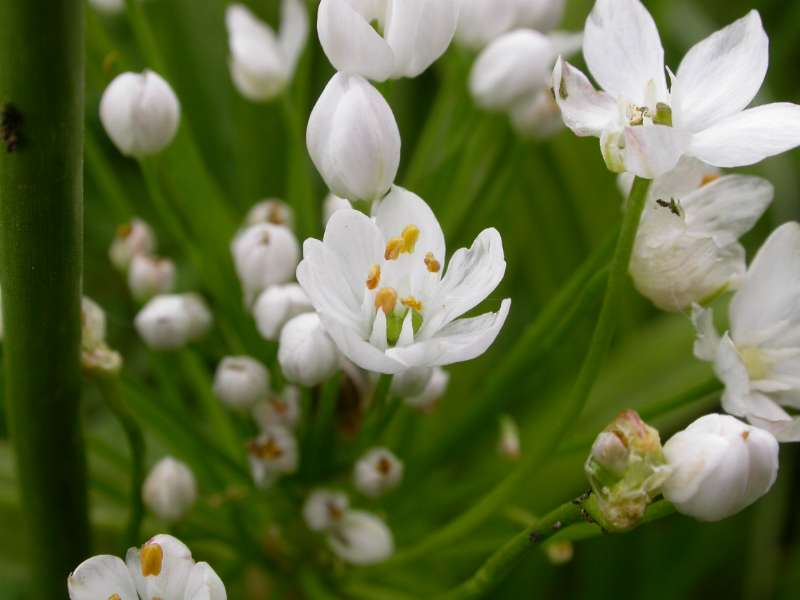
Einzelblüten im Blütenstand

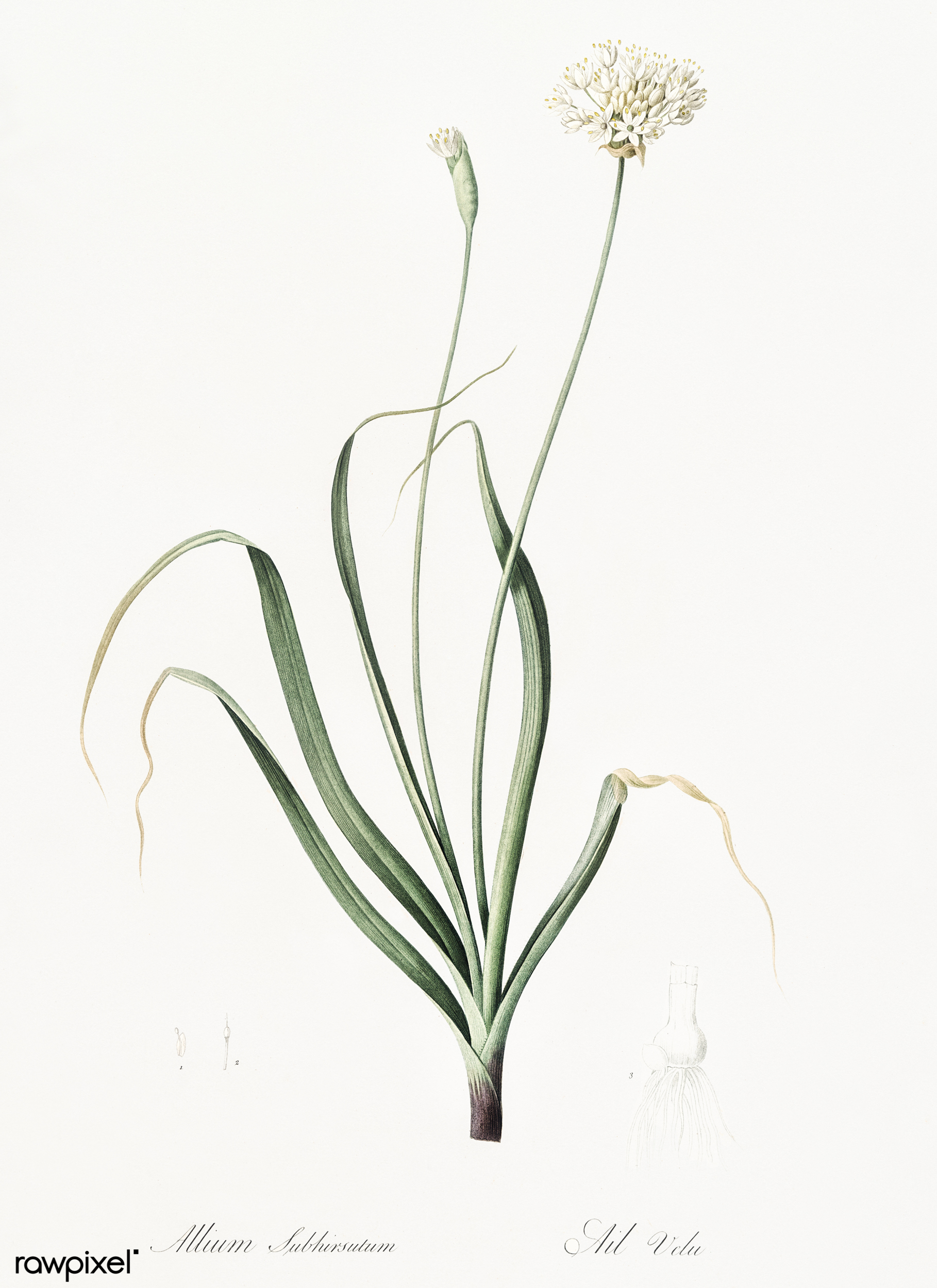
Illustration von Pierre-Joseph Redouté (1805)

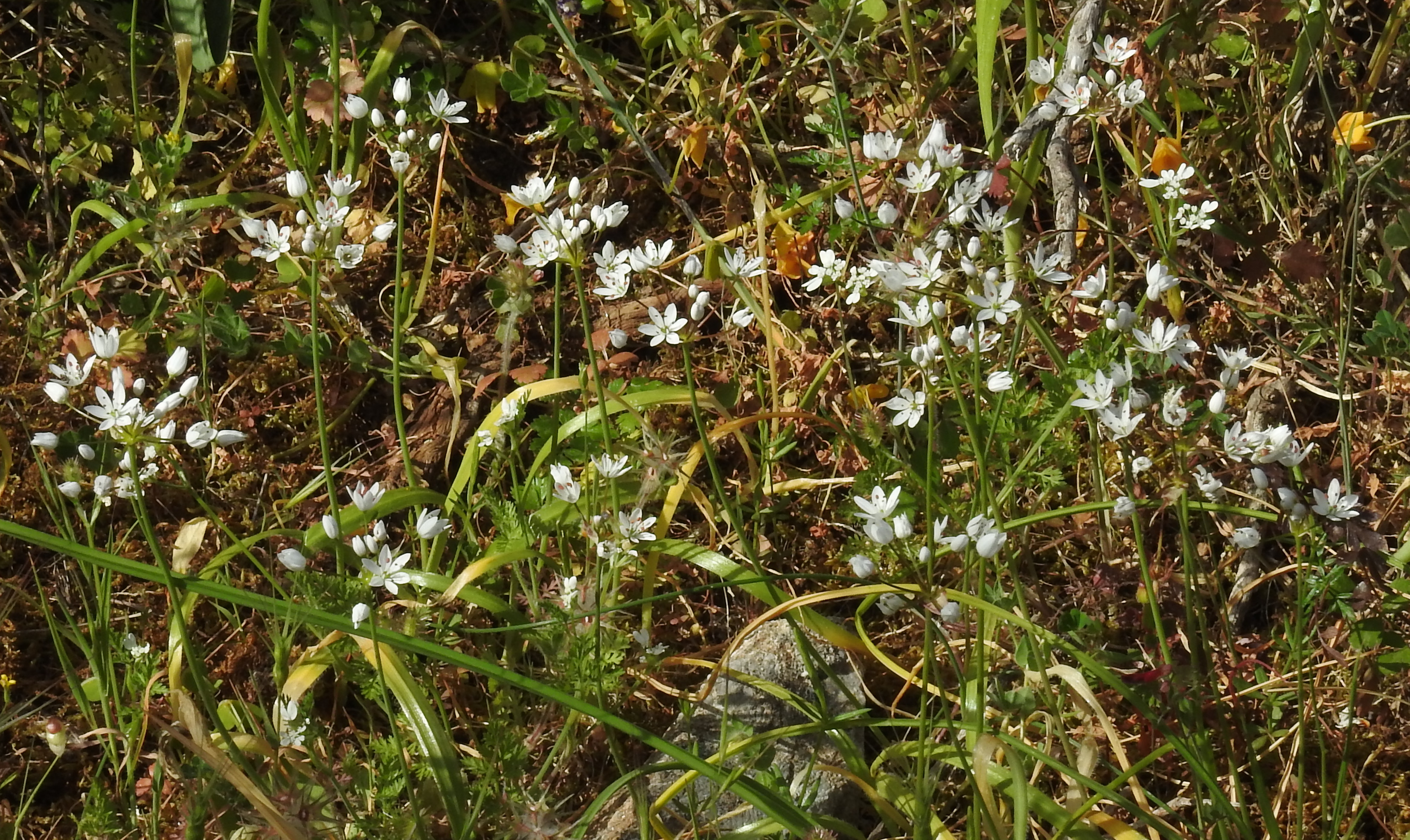
Habitat auf Kreta

### Vegetative Merkmale
Der Wimperblättrige Lauch ist eine ausdauernde krautige Pflanze, die Wuchshöhen von 7 bis 30 Zentimeter erreicht. Die kugelige Zwiebel ist von einer membranartigen Hülle umgeben. Die 2 bis 3, grundständigen Laubblätter sind linealisch, 6 bis 45 Zentimeter lang und 2 bis 10 Millimeter breit, an der Unterseite gekielt und am Rand sehr fein, aber deutlich behaart. Sie umschließen den runden Stängel fast am Grund in einer Blattscheide.

### Generative Merkmale
Die Blütezeit reicht von April bis Juni. Der aufrechte, bis 30 Zentimeter hohe Blütenstandsschaft trägt einen lockeren, halbkugeligen, doldigen Blütenstand von 3 bis 7 Zentimeter Durchmesser mit 3 bis 20 Blüten, aber ohne Bulbillen. Am Grund des Blütenstandes sitzt ein einteiliges, membranartiges Hochblatt, das nach dem Öffnen der Blüten hängen bleibt und kürzer als die Blütenstiele ist.
Die 7 bis 9 Millimeter langen und weniger als 3 Millimeter breiten, mehr oder weniger sternförmig ausgebreiteten Blüten besitzen 3- bis 5-mal so lange, aber ungleiche, bis zu 4 Zentimeter lange Blütenstiele, reinweiße Blütenhüllblätter und pfriemliche, an der Basis kurz dreieckige Staubblätter, die in braunen, manchmal gelben Staubbeuteln enden. Die Staubblätter sind viel kürzer als die Blütenhüllblätter. Die drei Fruchtblätter sind zu einem oberständigen Fruchtknoten verwachsen und bilden eine kleine, bis 3 Millimeter lange Kapselfrucht.

### Chromosomensatz
Die Chromosomengrundzahl beträgt x = 7; es tritt Diploidie mit einer Chromosomenzahl von 2n = 14 auf.

## Unterscheidung ähnlicher Arten
Der ähnliche Neapel-Lauch (Allium neapolitanum Cirillo) ist größer und kräftiger als der Wimperblättrige Lauch. Der Dreiblättrige Lauch (Allium trifoliatum Cirillo) hat ebenfalls bewimperte Laubblätter; seine Blüten sind aber meist rosa überlaufen, haben einen rosafarbenen Mittelnerv und gelbe Staubbeutel. Auch der Zottige Lauch (Allium subvillosum Salzm. ex Schult. & Schult.f.) hat bewimperte Laubblätter; sein dichterer Blütenstand trägt jedoch mehr und stärker becherförmige Blüten mit gelben Staubbeuteln an Staubblättern, die gleich lang oder länger als die Blütenhüllblätter sind.

## Vorkommen
Der Wimperblättrige Lauch ist im gesamten Mittelmeerraum einschließlich der Balearen, Korsika, Sardinien, Sizilien, der Ionischen und Ägäischen Inseln, der Kykladen, Kreta und Zypern verbreitet. Neophytische Vorkommen gibt es in Großbritannien, Deutschland und Rumänien.
Der Wimperblättrige Lauch besiedelt trockene, steinige Standorte, lichte mediterrane Wälder, Strauchheiden, Gebüsche und Schluchten von der Küste bis in Höhenlagen von 1300 Metern. Er kommt häufig in Küstennähe auf sandigen Böden vor.

## Systematik
Die Erstveröffentlichung von Allium subhirsutum erfolgte 1753 durch Carl von Linné in Species Plantarum, Band 1, S. 295. Das Artepitheton subhirsutum bedeutet „etwas borstig“ und bezieht sich hier auf die behaarten Blattränder. Die Art gehört zur Sektion Molium G.Don ex Koch innerhalb der Untergattung Amerallium Traub in der Gattung Allium L. Somit ist Allium subhirsutum eng verwandt mit Allium neapolitanum Cirillo, Allium zebdanense Boiss. & Noë Allium moly L. und Allium roseum L.
Synonyme von Allium subhirsutum sind Allium ciliatum Cirillo, Allium clusianum Retz. ex Willd. und Allium niveum Roth.

## Verwendung
Der Wimperblättrige Lauch wird selten als Zierpflanze kultiviert. Er bevorzugt in Mitteleuropa einen warmen, sonnigen Standort und benötigt eine trockene Sommerruhe. Der Wimperblättrige Lauch gilt als winterhart bis −28 °C (Zone 5).